# Drept penal special
.

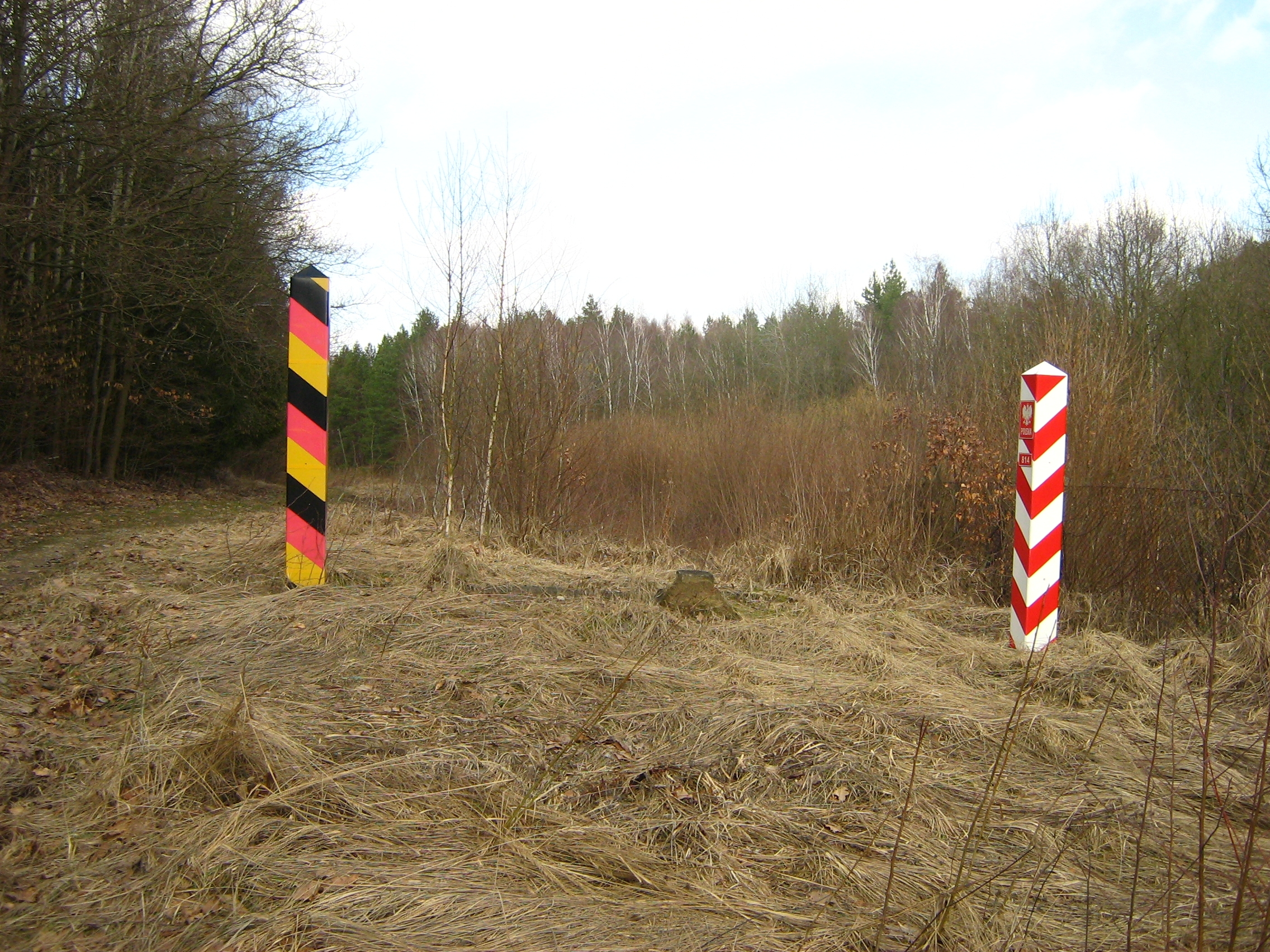
Granițele și regimul lor sunt reglementate de dreptul penal special

Dreptul penal special este partea dreptului penal ce cuprinde totalitatea normelor juridico-penale derogatorii de la dreptul comun, care disciplinează anumite relații de apărare socială cu privire la anumite categorii de persoane, anumite domenii de activitate, etc.
În cele mai multe sisteme juridice, materia dreptului penal special este constituită din prevederile prezente în codul penal al sistemului de drept în cauză, ce prezintă infracțiuni de drept comun, alături de prevederile cu caracter penal din legile speciale.